# Jasiiraada Cabdinasir
Jasiiraada Cabdinasir ist eine kleine Insel von Somalia. Sie gehört politisch zu Jubaland und geographisch zu den Bajuni-Inseln, einer Kette von Koralleninseln (Barriereinseln), welche sich von Kismaayo im Norden über 100 Kilometer bis zum Raas Kaambooni nahe der kenianischen Grenze erstreckt.

## Geographie
Die Insel liegt in einem Bereich, welcher eher durch verschiedene Kaps (Ras) gegliedert ist (Raas Sheeka Lasaay – N; Raas Warafoole – S). Sie liegt im Küstennahen Riffsaum und gehört zu den Ikumbi-Inseln.

## Klima
Als Klima herrscht heißes Steppenklima mit Monsuneinfluss.